# Ș.a.m.d.
Ș.a.m.d. reprezintă o prescurtare de tip acronim (a se vedea noțiunile abreviere și/sau acronim) a expresiei foarte cunoscută și des folosită "și așa mai departe."
Limba română prezintă și alte acronime ce au aceeași semnificație semantică precum cea a ș.a.m.d.-ului, aceea de a recunoaște recurența unei reguli de orice natură ce permite cititorului sau vorbitorului să continue prin extrapolare seria începută anterior.
- ș.c.l. -  și celelalte
- etc.  -  prescurtare provenită din expresia din limba latină, et caetara, însemnând "și celelalte" în limba română
- ș.a. -  și altele

Desigur, de-a lungul timpului, din varii motive, unele sau altele din aceste abrevieri au devenit preponderent utilizate, atât în limba vorbită cât și în cea scrisă, sau au căzut în desuetudine.